# Phalangiotarbida
Falangiotarbidele sunt arahnide fosile care au trăit în perioadele Devonian, Carbonifer și Permian. Până în prezent fosilele acestor arahnide s-au găsit în Europa și America de Nord. Prima fosilă a fost descoperită în depozitele de cărbune din Germania.

## Morfologie externă

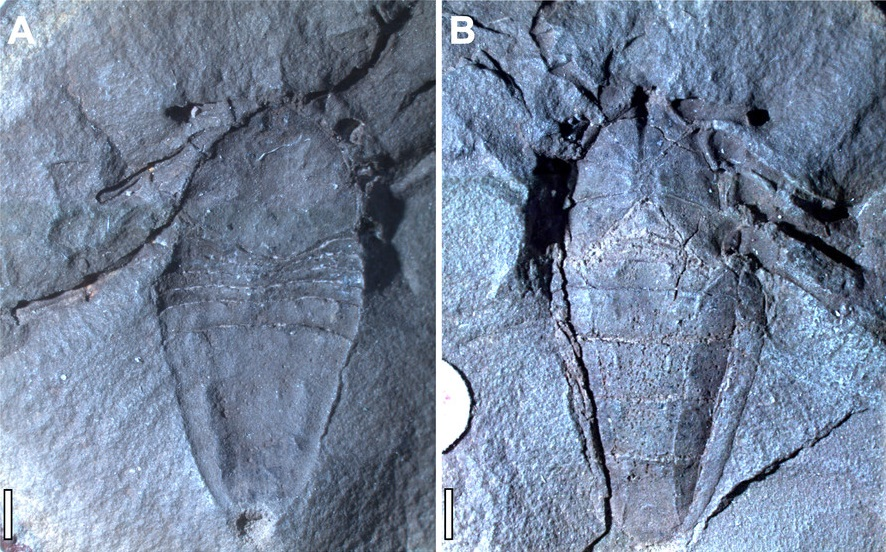
Goniotarbus angulatus

Corpul falangiotabidelor este aplatizat. Aspectul extern manifestă asemănări, într-o anumită măsură, cu opilioacarienii contemporani. Corpul este divizat în două regiuni (tagme): prosomă (cefalotorace) și opistosomă (abdomen). Prosoma prezintă formă triunghiulară, median erau așezați trei perechi de ochi fasetați (compuși). Lateral se evidențiază trei șanțuri perpendiculare pe linia mediană.
Chelicerele sunt alcătuiți din două articole, ultimul având aspectul unei gheare. Pedipalpii se compun din cele șase articole: coxă, trohanter, femur, patelă, tibie și tars. Din punct de vedere morfologic, pedipalpii arătau ca picioare, dar sunt mai mici. Membrele locomotoare sunt alcătuite din șapte articole: coxă, trohanter, femur, patelă, tibie, bazitars și tars.
Tergitele anterioare ale opistosomei sunt foarte scurte. La unele specii, regiunea posterior-dorsală a opistosomei este acoperită cu o placă unică (fără semne a segmentării). Orificiu anal este situat pe partea dorsală a corpului. Pe partea ventrală a opistosomei erau amplasate trei perechi de stigme, respirația fiind de tip traheală. În rest aceste arahnide sunt slab studiate.